# Erik Almgren
Erik Almgren (* 28. Januar 1908 in Stockholm; † 23. August 1989 ebenda) war ein schwedischer Fußballnationalspieler und -trainer.

## Werdegang
Almgren begann seine Karriere bei Essinge IK. Zum Jahreswechsel 1933/34 wechselte er zu AIK in die Allsvenskan. Bis 1943 spielte er für den Klub und wurde 1937 schwedischer Landesmeister. Insgesamt bestritt der Mittelfeldspieler, der als Außen- und Mittelläufer eingesetzt wurde, 197 Erstligaspiele, dabei gelangen ihm vier Tore. Wegen seiner Spielweise und seines Auftretens auch abseits des Feldes genoss er großen Respekt.
Almgren spielte zudem 13 Mal für die schwedische Nationalmannschaft. Er nahm mit der Blågult an der Weltmeisterschaft 1938 teil und bestritt alle drei Partien während des Turniers.
Nach Ende seiner aktiven Laufbahn wechselte Almgren 1944 auf die Trainerbank von AIK Solna. Ein Jahr später wurde er Trainer bei Helsingfors IFK, 1948 betreute er Åtvidabergs FF. 1951 kehrte er als Abteilungsleiter zu AIK Solna zurück und übernahm später verschiedene Tätigkeiten im Verein.
| Personendaten    | Personendaten                            |
| ---------------- | ---------------------------------------- |
| NAME             | Almgren, Erik                            |
| KURZBESCHREIBUNG | schwedischer Fußballspieler und -trainer |
| GEBURTSDATUM     | 28. Januar 1908                          |
| GEBURTSORT       | Stockholm                                |
| STERBEDATUM      | 23. August 1989                          |
| STERBEORT        | Stockholm                                |